# Armée de l'air du Ghana
La Force aérienne du Ghana ou Ghana Air Force est la composante aérienne des Forces armées du Ghana.

## Force aérienne

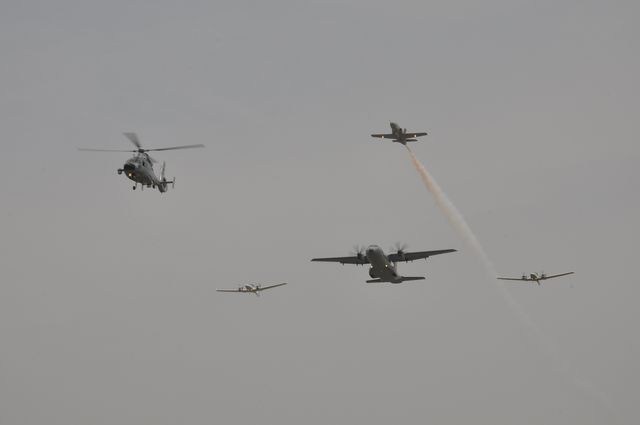
Escadrille de la force de déploiement rapide lors d'un défilé le 5 mars 2016. Un chasseur K-8 Karakorum en tête de formation avec un hélicoptère Harbin Z-9, un avion de transport CASA C-295 au milieu, deux Diamond DA42 fermant la formation.

Elle dispose de 2 000 personnels et selon une liste, début 2013, de 24 aéronefs en service, 4 avions d'attaque/entraînement et 9 hélicoptères. 
| Aéronef                      | Origine                 | Type                                                   | Versions        | En service      | Notes                                           |
| Avion de chasse              | Avion de chasse         | Avion de chasse                                        | Avion de chasse | Avion de chasse | Avion de chasse                                 |
| ---------------------------- | ----------------------- | ------------------------------------------------------ | --------------- | --------------- | ----------------------------------------------- |
| Embraer Super Tucano         | Brésil                  | Avion d'attaque au sol                                 |                 | 5               | 5 Embraer EMB 314 sont commandés en avril 2015. |
| Aermacchi MB-339             | Italie                  | Avion d'entraînement avancé et d'attaque légère au sol | MB-339A         | 4               | 4 non-opérationnels                             |
| Aero L-39 Albatros           | Tchécoslovaquie         | Avion d'entraînement avancé et d'attaque légère au sol | L-39ZO          | 5               | 5 non-opérationnels                             |
| Nanghang K-8 Karokorum       | Chine/ Pakistan         | Avion d'entraînement avancé et d'attaque légère au sol | K-8             | 9               |                                                 |
| Avion de transport           |                         |                                                        |                 |                 |                                                 |
| Britten-Norman BN-2 Islander | Royaume-Uni             | Avion de transport STOL                                | BN-2            | 1               |                                                 |
| CASA C-295                   | Espagne                 | Avion de transport                                     |                 | 2               |                                                 |
| Cessna 172 Skyhawk           | États-Unis              | utilitaire                                             |                 | 4               |                                                 |
| Diamond DA42                 | Autriche                | patrouilles aériennes                                  | Da42M           | 3               |                                                 |
| Falcon 900B                  | France                  | transport VIP                                          |                 | 1               | avion présidentiel                              |
| Fokker F28 Fellowship        | Pays-Bas                | transport de troupes                                   | F28-3000        | 4               |                                                 |
| Hélicoptère                  |                         |                                                        |                 |                 |                                                 |
| Mil Mi-17                    | Union soviétique Russie | Hélicoptère de transport                               | Mi-17           | 6               |                                                 |
| Alouette III                 | France                  | Hélicoptère utilitaire                                 | SA-319B         | 4               |                                                 |
| Agusta A109                  | Italie                  | Hélicoptère utilitaire                                 | A109            |                 |                                                 |
| Bell 412                     | États-Unis              | Hélicoptère de transport                               | 412SP           | 1               |                                                 |